# Pyrinia phoebeata
Pyrinia phoebeata es una especie de polilla de la familia Geometridae. La especie fue descrita por primera vez por Achille Guenée habiendo sido descrita en 1858, con distribución en Brasil.

## Descripción
Es una polilla mediana de una envergadura de 35 milímetros (1,4 plg) de color amarillo azafrán. Las alas se ven cubiertas de óxido con líneas que cuentan con dos franjas maculares, una mancha costal subapical blanca sedosa con margen oxidado. El margen externo es redondeado, con una sombra posterior y franjas submarginales.